# Franz von Baader
Franz Xaver von Baader, född den 27 mars 1765, död den 23 maj 1841, var en tysk filosof och teolog.
Som en äkta romantisk mångsysslare började Baader sin bana som läkare. Han ägnade sig därefter åt bergsvetenskapen och intog en framskjuten plats i det ämbetsverk, som ledde den bayerska bergshanteringen, och blev slutligen 1826 professor i spekulativ dogmatik i München. 
I sin spekulation blev han först influerad av Kants, Fichtes och Friedrich von Schellings tanker, men drog efterhand liksom den franske filosofen Louis-Claude de Saint-Martin till Jacob Böhmes gudsmystik och utvecklade, trots sin katolicism, till en i dennes anda fantasifull, teosofisk världsförlossningslära.
Någorlunda gripbara främsträder hans grundtankar i hans Fermenta cognitionis (1822-25), och Vorlesungen über spekulative Dogmatik, men kan bättre förstås i den utläggning hans apostel Franz Hoffman ger i Spekulative Entwicklung der ewigen Selbsterzeugung Gottes (1835). Von Baaders samlade skrifter utgavs 1851-1860 i en upplaga om 16 band. På svenska utgavs ett urval 1901.